# Личфилд (Конектикат)
Личфилд (енгл. Litchfield) град је у америчкој савезној држави Конектикат.

## Демографија
По попису из 2010. године број становника је 1.258, што је 70 (-5,3%) становника мање него 2000. године.
| Група             | 2000.         | 2010.         |
| Белци             | 1.290 (97,1%) | 1.186 (94,3%) |
| Афроамериканци    | 4 (0,3%)      | 5 (0,4%)      |
| Азијати           | 4 (0,3%)      | 12 (1,0%)     |
| Хиспаноамериканци | 20 (1,5%)     | 34 (2,7%)     |
| Укупно            | 1.328         | 1.258         |